# Ville-sur-Ancre
Ville-sur-Ancre – miejscowość i gmina we Francji, w regionie Hauts-de-France, w departamencie Somma.
Według danych na rok 2011 gminę zamieszkiwało 277 osób, a gęstość zaludnienia wynosiła 47 osób/km² (wśród 2293 gmin Pikardii Ville-sur-Ancre plasuje się na 773. miejscu pod względem liczby ludności, natomiast pod względem powierzchni na miejscu 791.).